# Passion, Pain & Demon Slayin’
A Passion, Pain & Demon Slayin’ Kid Cudi, amerikai rapper hatodik stúdióalbuma, amely 2016. december 16-án jelent meg. A Speedin’ Bullet 2 Heaven alternatív rock albumot követi. A lemezen vendégszerepel André 3000, Pharrell Williams és Willow Smith is. Cudi maga volt az album producere, többek közt Plain Pat, Mike Dean, Dot da Genius, Anthony Kilhoffer, Mike Will Made It és Pharrell Williams mellett.
A Passion, Pain & Demon Slayin’-ről egy kislemez jelent meg, a Surfin’, Az album 11. helyen debütált a US Billboard 200-on, 49 ezer eladott példány mellett az első hétben. 

## Háttere
A 2015-os alternatív rock albuma után, a Speedin’ Bullet 2 Heaven után Cudi turnézni kezdett a The Especial Tour keretei között és elkezdett felvenni új zenét. 2016 májusában annak ellenére, hogy a pletykák a Man on the Moon III megjelenését várták, Cudi Instagramon keresztül bejelentette, hogy a következő album címe Passion, Pain & Demon Slayin’ lesz. 2016. június 1-én Cudi elmondta, hogy két albumot fog kiadni az évben, az egyiket nyáron, a másikat ősszel. Szeptemberben neszélt róla, hogy az album duplalemezes lesz és a hónap végén megmutatta a számlistát is. Ugyanekkor megtudtuk, hogy az album, mint a Man on the Moon trilógia részei, felvonásokra vannak felbontva. 2016 októberében pedig Facebookján keresztül jelentette be, hogy bejelentkezett egy rehabilitációs központba depresszió és öngyilkos gondolatok miatt.

## Felvételek
2016 májusban Travis Barker elmondta, hogy voltak felvételei André 3000-rel és Kid Cudival. Júniusban Cudi Twitteren hozta nyilvánosságra, hogy Travis Scott az egyetlen közreműködő előadó eddig az albumon. Snapchaten keresztül adott egy kis részletet egy videóban, amelyben ő és Scott vannak a stúdióban. Június 9-én Cudi kiadott egy videót Willow Smith színésznőről, amint éppen felvételeket végeznek. Június 29-én a következőt írta, egy Pharrell Williams együttműködésre utalva: "Kaptam egy kis varázslatot Pharreltől tegnap este. Új kollab, új energia, új frekvencia."

## Kiadás és promóció
Miután kiadott egy alternatív rock albumot, amin énekelt és hangszereken játszott, visszatért a rappeléshez a 2016 márciusában megjelent dalával, a The Frequencyvel. A szám producerei Plain Pat és Mike Dean voltak és Cudi visszatérésének hívták. Április 15-én kiadott egy számot All In címmel, amelynek producere Mike Will Made It volt. 22-én pedig bejelentette, hogy a nyáron fog kiadni egy albumot. Májusban, pár órával az album címének bejelentése után megmutatott egy kis részletet egy dalából, amelynek Mike Dean volt a producere.
2016. június 24-én Cudi kiadta a Goodbye című dalát, amely producere ő és Dot da Genius voltak. A dal feldolgozza Tupac szövegét az 1992-es Hosszú Lé című filmből és a Pink Floyd 1979-es daláról, a Goodbye Cruel Worldről vokálokat. 2016 augusztusában Cudi bejelentette, hogy befejezte a munkálatokat az albumon és nemsokára nyilvánosságra hozza a megjelenési dátumot. Később a hónapban, miközben a Trillectro Music fesztíválon lépett fel, bemutatott egy új dalt, amelynek producere Pharrell Williams volt. Szeptemberben pedig bejelentette, hogy egy duplalemez lesz az album és még abban a hónapban tervezte kiadni.
2016. szeptember 26-án, Twitteren keresztül hozta nyilvánosságra az album számlistáját. Ugyanezen a napon bejelentette a megjelenés dátumát és bemutatta az albumborítót is. Órákkal a megjelenés előtt viszont bejelentette, hogy technikai problémák miatt el kellett halasztani az album megjelenését. Kiengesztelésként bejelentett két kislemezt, a Frequencyt és a Surfin’-t. 2017. március 1-én Cudi előadta a "Kitchen" című dalát a The Tonight Show Starring Jimmy Fallonon. 2017 nyarán bejelentette a Passion, Pain & Demon Slayin’ Tourt, amelyet Philadelphiában kezdett meg augusztusban.

## Kislemezek
2016. szeptember 30-án Cudi kiadta a Frequencyt és a Surfin’-t (Pharrell-lel). A Frequency videóklipje, amelyet Cudi maga rendezett, 2016. október 13-án jelent meg. A Surfin’ klipjét is a rapper rendezte, és október 31-én jelent meg. Szerepel benne többek között Jaden, Willow, King Chip, ASAP Nast és ASAP Rocky is.

## Kereskedelmi teljesítménye
Az Egyesült Államokban a Passion, Pain & Demon Slayin’ 11. helyen debütált a Billboard 200-on, 49 ezer eladott példánnyal az első héten. A hét második legkeresettebb albuma volt, 24 ezer digitális eladással. Az első héten 35 milliószor streamelték.

## Számlista
| 1. | Frequency                  | Kid Cudi Plain Pat Mike Dean | 4:58 |
| 2. | Swim in the Light          | Kid Cudi Dean                | 4:29 |
| 3. | Releaser                   | Kid Cudi Plain Pat Dean      | 5:27 |
| 4. | By Design (André 3000-del) | Williams Plain Pat           | 4:17 |
| 5. | All In                     | Mike Will Made It            | 4:10 |

| 6.  | ILLusions                                                | Dean                    | 4:16 |
| 7.  | Rose Golden (Willow Smith-szel)                          | Kid Cudi Plain Pat Dean | 4:37 |
| 8.  | Baptized in Fire (Travis Scottal)                        | Kid Cudi Plain Pat Dean | 4:45 |
| 9.  | Flight at First Sight / Advanced (Pharrell Williamsszel) | Williams                | 3:56 |
| 10. | Does It                                                  | Kid Cudi Idle Kilhoffer | 4:22 |

| 11. | Dance 4 Eternity  | Kid Cudi Plain Pat               | 4:43 |
| 12. | Distant Fantasies | Kid Cudi Plain Pat               | 4:47 |
| 13. | Wounds            | Kid Cudi J Gramm Kilhoffer       | 4:03 |
| 14. | Mature Nature     | Kid Cudi Plain Pat               | 3:55 |
| 15. | Kitchen           | Kid Cudi Dot da Genius Plain Pat | 4:28 |

| 4. felvonás: It’s Bright and Heaven Is Warm | 4. felvonás: It’s Bright and Heaven Is Warm | 4. felvonás: It’s Bright and Heaven Is Warm | 4. felvonás: It’s Bright and Heaven Is Warm | 4. felvonás: It’s Bright and Heaven Is Warm | 4. felvonás: It’s Bright and Heaven Is Warm | 4. felvonás: It’s Bright and Heaven Is Warm | 4. felvonás: It’s Bright and Heaven Is Warm | 4. felvonás: It’s Bright and Heaven Is Warm | 4. felvonás: It’s Bright and Heaven Is Warm |
|                                             | Cím                                         | Producer(ek)                                | Hossz                                       |                                             |                                             |                                             |                                             |                                             |                                             |
| ------------------------------------------- | ------------------------------------------- | ------------------------------------------- | ------------------------------------------- | ------------------------------------------- | ------------------------------------------- | ------------------------------------------- | ------------------------------------------- | ------------------------------------------- | ------------------------------------------- |
| 16.                                         | Cosmic Warrior                              | Dot da Genius                               | 4:00                                        |                                             |                                             |                                             |                                             |                                             |                                             |
| 17.                                         | The Guide (André 3000-del)                  | Kid Cudi Dot da Genius Plain Pat            | 5:06                                        |                                             |                                             |                                             |                                             |                                             |                                             |
| 18.                                         | The Commander                               | Kid Cudi Plain Pat Dean                     | 4:16                                        |                                             |                                             |                                             |                                             |                                             |                                             |
| 19.                                         | Surfin’ (Pharrell Williamsszel)             | Williams                                    | 6:15                                        |                                             |                                             |                                             |                                             |                                             |                                             |
| 86:52                                       |                                             |                                             |                                             |                                             |                                             |                                             |                                             |                                             |                                             |

Feldolgozott dalok
- Baptized in Fire: Déjà Vu, eredetileg: Ataraxia és Mort Garson
- Flight at First Sight / Advanced: Campbell Soup Gospel! God is Mmmmmm Gooood! eredetileg: Leslie Davis.
- Distant Fantasies: Electronic Fields 27, eredetileg: Gerhard Trede Selection.

## Előadók
| Zenészek - Danny Pravder – zongora (3, 10) - Alison Bjorkedal – hárfa (7, 10, 16) - James A. McMillen – zenekar (7, 10, 14–16), kürt szekció (19) - Steven Velez – zenekar (7, 10, 14–16), kürt szekció (19), cselló (3, 10) - Idle Kid – programozás (10) - Dot da Genius – billentyűk (11) - Matthew Byas – dobok (11) - J Gramm – programozás (13) - Anthony Kilhoffer – programozás (13) - Mike Dean – billentyűk (18) - Brent Paschke – elektromos gitár (19) - Dan Fornero – trombita (19) - Rob Schraer – trombita (19) - Alex Iles – harsona (19) - Steve Trapani – basszus harsona (19) - Doug Tornquist – tuba (19) | Utómunkálatok - Tom Coyne – masterelés - Randy Merrill – masterelés - Anthony Kilhoffer – keverés (1–3, 5–8, 10–17), hangmérnök (3, 6–8, 10, 11, 13, 14, 16, 17), felvételek (1, 3–19) - Mick Guzauski – keverés (4, 9, 19) - Thomas Cullison – keverés (18), felvételek (9, 19) - Tom Kahre – felvételek (2, 3, 11), hangmérnök (7) - Mike Larson – felvételek (4, 9, 19) - Adam Michalak – vonós felvételek (7, 10, 14–16) - David Kim – asszisztens felvételeknél (9, 19) - Will Delaney – asszisztens felvételeknél (9) - Keith Parry – asszisztens felvételeknél (9) - Ben Sedano – asszisztens felvételeknél (19) - Eric Eylands – asszisztens felvételeknél (19) |

## Slágerlisták
| Slágerlista (2016-2017)                | Legmagasabb poz |
| -------------------------------------- | --------------- |
| Ausztrál Albumok (ARIA)                | 88              |
| Kanadai Albumok (Billboard)            | 24              |
| Francia Albumok (SNEP)                 | 119             |
| Új-Zéland Heatseeker Albumok (RMNZ)    | 1               |
| UK R&B Albumok (OCC)                   | 24              |
| US Billboard 200                       | 11              |
| US Top R&B/Hip-Hop Albumok (Billboard) | 5               |

## Kiadások
| Ország           | Dátum              | Formátumok                        | Kiadók                                     |
| ---------------- | ------------------ | --------------------------------- | ------------------------------------------ |
| Egyesült Államok | 2016. december 16. | CD, digitális letöltés, streaming | Wicked Awesome Records, Universal Republic |